# Тенисте, Тимо
Тимо Тенисте (эст. Timo Teniste; 27 октября 1985, Мярьямаа, Рапламаа) — эстонский футболист, полузащитник и защитник.

## Биография
Воспитанник клуба «Таммека» (Тарту). В 2003 году начал играть за основную команду клуба в первой лиге Эстонии. 10 апреля 2005 года сыграл свой первый матч в высшей лиге против клуба «Тулевик», заменив на 86-й минуте Таави Веллемаа. Со временем стал игроком стартового состава «Таммеки». Продолжал играть за клуб после объединения с клубом «Мааг» и в 2008 году в составе «Мааг-Таммеки» стал финалистом Кубка Эстонии. Весной 2009 года играл за «Нарва-Транс», затем снова выступал за «Таммеку».
В 2011 году прекратил играть на профессиональном уровне. Провёл два сезона на любительском уровне в клубе «Кватромед» (Тарту). Затем играл за «Сантос» (Тарту), с которым в сезоне 2013/14 стал финалистом Кубка Эстонии, клуб в это время играл в третьем дивизионе. Летом 2014 года сыграл 2 матча в Лиге Европы против норвежского «Тромсё».
Всего в высшей лиге Эстонии сыграл 157 матчей и забил 11 голов.
По окончании игровой карьеры работал тренером молодёжных команд «Таммеки». Также занимался судейством в первой лиге и более низших дивизионах.

## Достижения
- Финалист Кубка Эстонии: 2007/08, 2013/14

## Личная жизнь
Брат Тайо Тенисте (род. 1988) — футболист сборной Эстонии.